# Jean-Louis Olry
Jean-Louis René Olry (Montrouge, 6 de agosto de 1946) es un deportista francés que compitió en piragüismo en la modalidad de eslalon.
Participó en los Juegos Olímpicos de Múnich 1972, obteniendo una medalla de bronce en la prueba de C2 (haciendo pareja con su hermano Jean-Claude). Ganó tres medallas en el Campeonato Mundial de Piragüismo en Eslalon, en los años 1967 y 1969.

## Palmarés internacional
| Juegos Olímpicos   | Juegos Olímpicos                   | Juegos Olímpicos  | Juegos Olímpicos |
| Año                | Lugar                              | Medalla           | Competición      |
| ------------------ | ---------------------------------- | ----------------- | ---------------- |
| 1972               | Múnich (RFA)                       | Medalla de bronce | C2 individual    |
| Campeonato Mundial |                                    |                   |                  |
| Año                | Lugar                              | Medalla           | Competición      |
| 1967               | Lipno nad Vltavou (Checoslovaquia) | Medalla de bronce | K1 por equipos   |
| 1969               | Bourg-Saint-Maurice (Francia)      | Medalla de oro    | C2 individual    |
| 1969               | Bourg-Saint-Maurice (Francia)      | Medalla de bronce | C2 por equipos   |